# Narodowe Święto Odrodzenia Polski

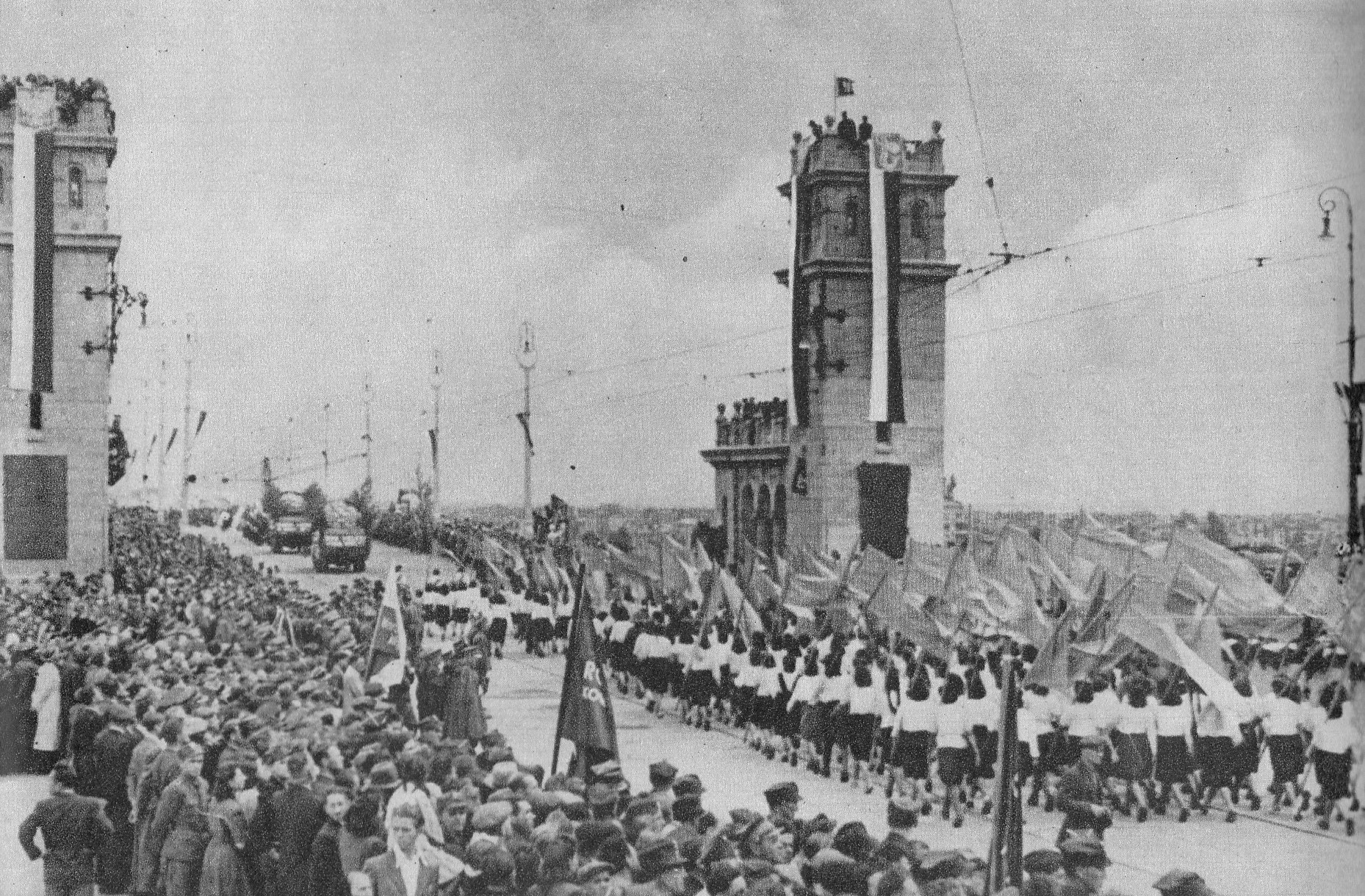
Otwarcie odbudowanego mostu Księcia Józefa Poniatowskiego, 22 lipca 1946

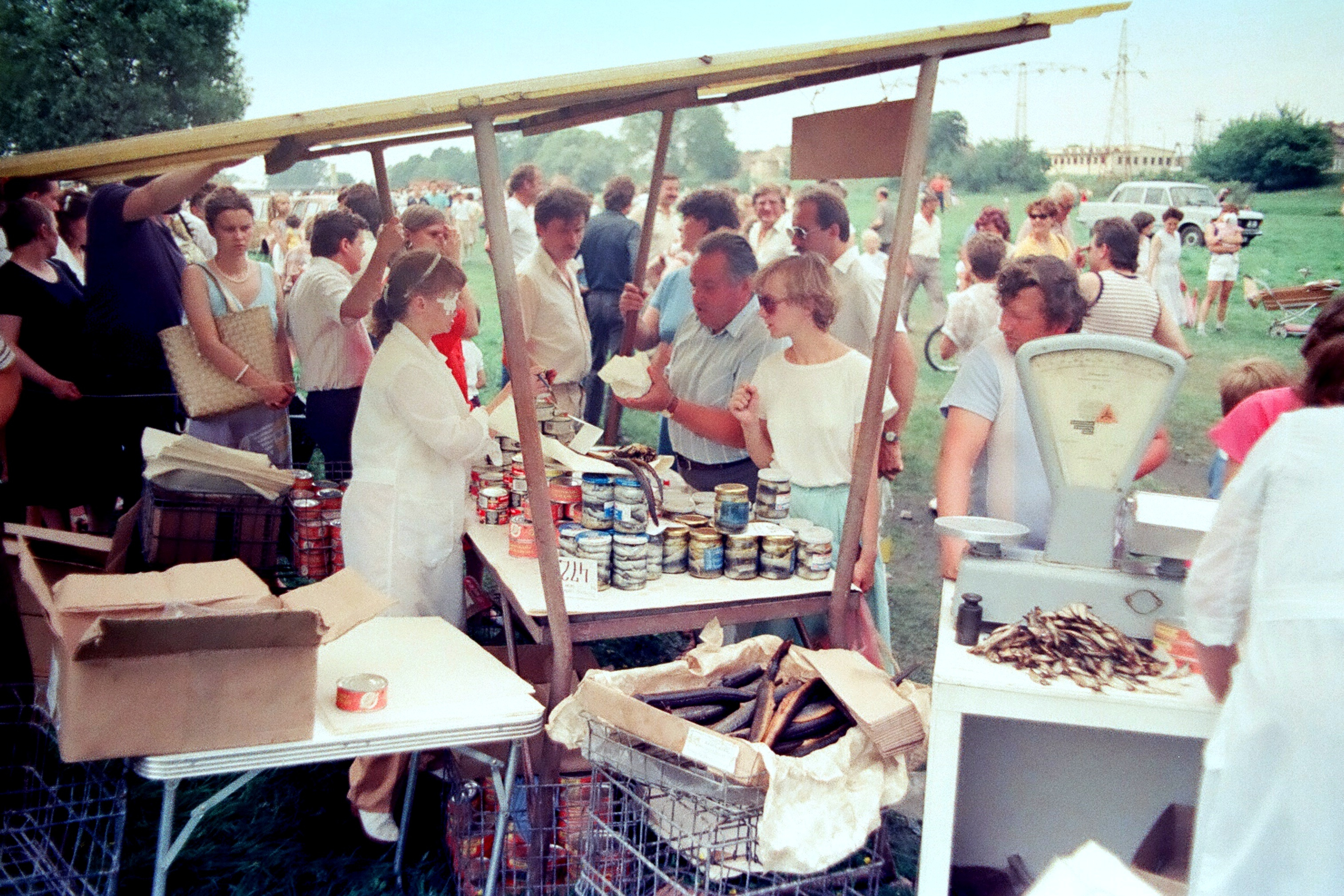
Stragany podczas świątecznych festynów, gdzie można było kupić artykuły spożywcze niedostępne na co dzień, 1984

Narodowe Święto Odrodzenia Polski – najważniejsze polskie święto państwowe w okresie Polski Ludowej, obchodzone co roku 22 lipca (do 1989), w rocznicę ogłoszenia Manifestu Polskiego Komitetu Wyzwolenia Narodowego (1944).

## Znaczenie daty
22 lipca 1944 roku, po prawie 5 latach trwania II wojny światowej ogłoszony został Manifest Polskiego Komitetu Wyzwolenia Narodowego. 20 lipca 1944 roku w Moskwie został podpisany i zatwierdzony przez Józefa Stalina, a następnie również tam ogłoszony. Polski Komitet Wyzwolenia Narodowego został powołany w Moskwie, zdominowany był przez komunistów polskich i funkcjonował pod polityczną kontrolą Józefa Stalina. Na powstanie Polskiego Komitetu Wyzwolenia Narodowego miało wpływ tajne Centralne Biuro Komunistów Polski przy Komitecie Centralnym Wszechzwiązkowej Komunistycznej Partii (bolszewików) oraz delegacja Krajowej Rady Narodowej, jednak ostateczną decyzję o jego powstaniu, nazwie, statusie i kształcie personalnym podjął Józef Stalin.

## Ustanowienie i zniesienie święta
Dzień 22 lipca ustanowiono świętem narodowym (i dniem wolnym od pracy) ustawą Krajowej Rady Narodowej w dniu 22 lipca 1945 roku, czyli rok po podpisaniu Manifestu Polskiego Komitetu Wyzwolenia Narodowego. Ustawa została uchwalona podczas siódmej trzydniowej sesji Krajowej Rady Narodowej odbywającej się w sali „Romy” przy ul. Nowogrodzkiej 49. Święto zastąpiło zniesione ustawą Krajowej Rady Narodowej Narodowe Święto Niepodległości obchodzone 11 listopada. 
Święto zostało zniesione ustawą z dnia 6 kwietnia 1990 roku przyjętą przez Sejm Rzeczypospolitej Polskiej. Przeciwko likwidacji święta protestował ówczesny prezydent RP Wojciech Jaruzelski. W liście skierowanym do marszałka Sejmu napisał: Uważam za niesłuszny projekt skreślenia dnia 22 lipca z wykazu świąt państwowych. Za zniesieniem święta zagłosowało 182 posłów, przeciwko było 56, a 39 wstrzymało się od głosu.

## Dzieje obchodów
Święto obchodzono w całym okresie Polski Ludowej. Główne uroczystości odbywały się na ówczesnym placu Zwycięstwa (obecnie placu marszałka Józefa Piłsudskiego) w Warszawie, bądź na Stadionie Dziesięciolecia. Święto to było dniem wolnym od pracy. Zostało zniesione ustawą przyjętą przez Sejm Kontraktowy z dnia 6 kwietnia 1990 r. (weszła w życie 28 kwietnia); równocześnie przywrócono Święto Narodowe Trzeciego Maja.
Na dzień 22 lipca starano się wyznaczać ważne rocznice i wydarzenia. W Warszawie w ten dzień oddano do użytku m.in. odbudowany most Księcia Józefa Poniatowskiego (1946), Trasę W-Z (1949), Marszałkowską Dzielnicę Mieszkaniową (1950), Pałac Kultury i Nauki oraz Stadion Dziesięciolecia (1955), kino „Luna” (1962), most Łazienkowski (1974). Przekładano na ten dzień również znaczące uroczystości. Przykładem jest sesja Miejskiej Rady Narodowej w Jastarni w dniu 22 lipca 1973, podczas której odczytano rozporządzenie nadające osiedlu z dniem 1 stycznia tego roku prawa miejskie.